# Harp Lager
Harp Lager — ірландське пиво, світлий лагер. Найпопулярніший лагер на ірландському пивному ринку, також продається у низці інших країн світу. Виробляється броварнею у місті Дандолк, а також, на умовах ліцензії, у Великій Британії та Канаді.
Торговельна марка належить британській корпорації Diageo, одному з найбільших виробників алкогольних напоїв у світі.

## Історія
Пиво Harp Lager уперше зварила 1960 року компанія Guinness, виробник усесвітньовідомого однойменного стаута. Своєю появою Harp Lager зобов'язаний тенденції зростання на теренах повоєнної Ірландії популярності лагерів, які імпортувалися з континентальної Європи. Місцеві виробники пива, які довгий час спеціалізувалися на виробництві виключно елів, відреагували на цю тенденцію налагодженням випуску власних лагерів, подібних до континентальних зразків.
Компанія Guinness запросила із цією метою відомого німецького майстра-броваря Германа Мюндера та переобладнала одну зі своїх броверень, що знаходиться в Дандолку, відповідно до технологічних особливостей виробництва лагерів. Компанія розглядала низку варіантів назви для свого першого лагера, зокрема Atlas, Cresta та Dolphin, однак зупинила свій вибір на назві Harp (тобто арфа, ліра). Ця назва походить від ліри ірландського короля Бріана Боройме, яка разом з листком конюшини є одним з символів Ірландії і на той час вже використовувалася в емблемі торговельної марки Guinness.
1961 року утворено консорціум із декількох ірландських та британських броварень, який здійснював спільне виробництво та просування пива Harp Lager, отримавши відповідну назву Harp Lager Ltd. Із часом склад учасників цього консорціуму декілька разів змінювався.
1964 року Harp Lager, який до того продавався виключно у пляшках, почав розливатися в кеги для продажів на розлив у закладах громадського харчування.
На сьогодні пиво Harp Lager крім Ірландії вариться у Великій Британії манчестерською броварнею Hydes, а також у Канаді на виробничих потужностях місцевого пивоварного гіганта Labatt's.